# Alternaria crassa
Alternaria crassa är en svampart som först beskrevs av Pier Andrea Saccardo, och fick sitt nu gällande namn av Rands 1917. Alternaria crassa ingår i släktet Alternaria och familjen Pleosporaceae.   Inga underarter finns listade i Catalogue of Life.